# Velocista (atletica leggera)

L'arrivo vittorioso di Pietro Mennea (sulla destra) nella finale dei 200 m piani agli Europei di

Il velocista è un atleta specializzato nelle discipline di corsa di atletica leggera che si corrono sulle brevi distanze (100, 200 e 400 metri piani; nelle competizioni indoor 60 metri piani al posto dei 100 metri piani).

## Caratteristiche
Tratti caratteristici dei velocisti sono la presenza nei muscoli di "fibre bianche" ed una propensione al lavoro anaerobico, cioè ad uno sforzo intenso limitato nel tempo, che si svolge senza l'impiego di ossigeno da parte della muscolatura. Sono richieste infatti doti di esplosività ed elasticità muscolare.
Grandi velocisti del passato sono stati Jesse Owens, Pietro Mennea, Carl Lewis, Maurice Greene, Asafa Powell; attualmente si ricorda il giamaicano Usain Bolt (che detiene il record mondiale nei 100 m con 9"58 e il record nei 200 m con 19"19).